# Thomas Linke
Thomas Linke (født 26. december 1969 i Sömmerda, Østtyskland) er en pensioneret tysk fodboldspiller, der spillede som midterforsvarer hos de tyske klubber Rot-Weiß Erfurt, Schalke 04 og Bayern München, samt for den østrigske Bundesligaklub Red Bull Salzburg.
Bedst husket er Linke for sin tid i Bayern München, hvor han var med til at vinde fem tyske mesterskaber, tre DFB-Pokal-titler, samt Champions League og Intercontinental Cup i 2001. Med Schalke 04 vandt han i 1997 UEFA Cuppen, og med Red Bull Salzburg blev han i 2007 østrigsk mester.

## Landshold
Linke nåede at spille 43 kampe og score ét mål for Tysklands landshold, som han debuterede for den 15. november 1997 i et opgør mod Sydafrika. Han var en del af den tyske trup til både Confederations Cup i 1999, EM i 2000, samt til VM i 2002 i Sydkorea og Japan, hvor tyskerne vandt sølv.

## Titler
UEFA Cup
- 1997 med Schalke 04

Tysk Bundesliga
- 1999, 2000, 2001, 2003 og 2005 med Bayern München

DFB-Pokal
- 2000, 2003 og 2005 med Bayern München

Champions League
- 2001 med Bayern München

Intercontinental Cup
- 2001 med Bayern München

Østrigsk Bundesliga
- 2007 med Red Bull Salzburg

- Wikimedia Commons har flere filer relateret til Thomas Linke